# خردا ون در کده-کودیس
خردا ون در کده-کودیس (انگلیسی: Gerda van der Kade-Koudijs; ۲۹ اکتبر ۱۹۲۳ – ۱۹ مارس ۲۰۱۵) دونده زن دو سرعت و پرش‌گر پرش طول اهل هلند بود.
وی در مسابقات کشوری و بین‌المللی در مجموع برندهٔ ۳ مدال طلا شده‌است.